# Maudole
Maudole ist eine osttimoresische Siedlung im Suco Cassa (Verwaltungsamt Ainaro, Gemeinde Ainaro).

## Geographie
Maudole ist eine kleine Siedlung mit wenigen Hütten im Zentrum der Aldeia Civil, in einer Meereshöhe von 170 m. Etwas nördlich liegt die Siedlung Unil und eine Piste, die nach Osten nach Cassa führt, dem Hauptort des Sucos.